# 고다이라 구니히코
고다이라 구니히코(일본어: 小平 邦彦, 1915년 3월 16일 ~ 1997년 7월 26일)는 일본의 수학자이다. 1954년에 아시아인 최초로 필즈상을 수상하였다.

## 생애
일본의 농업분야 관료인 고다이라 곤이치의 장남으로 도쿄도에서 태어났다. 1935년 도쿄제국대학 수학과 입학 후 1938년에 졸업하고 다시 같은 학교 물리학과에 입학했다.
도쿄 대학에서 박사학위를 받았는데, 헤르만 바일이 그의 일본 시절 논문에 주목함으로써 미국에 초청 받게 된다. 1949년부터 1962년까지 고다이라는 프린스턴 고등연구소와 프린스턴 대학교에서 일하였다. 그 뒤 존스 홉킨스 대학교, 스탠퍼드 대학교를 거쳐 1967년 도쿄대학으로 돌아가서 교수를 역임하였다.

## 업적
조화적분론과 그것의 대수기하학에 대한 응용으로 1954년 암스테르담에서 필즈상을 수상하였다. 그 후 주요 업적으로는 도널드 클레이턴 스펜서(영어: Donald Clayton Spencer)와 함께 개척한 변형 이론(영어: deformation theory)이 있다. 고다이라는 스펜서와 함께 고다이라-스펜서 함수(Kodaira-Spencer map)를 정의하였는데, 이 함수는 주어진 복소다양체의 모든 가능한 변형(deformation)들을 분류한다. 이는 변형 이론의 시초를 이룬다.

## 같이 보기
- 베르 집합
- 고다이라 매장 정리
- 타원 곡면
- 엔리퀘스-고다이라 분류

## 참고 문헌
- O’Connor, John J.; Robertson, Edmund F. (1997년 11월). “Kunihiko Kodaira”. 《MacTutor History of Mathematics Archive》 (영어). 세인트앤드루스 대학교.
- Hirzebruch, Friedrich (1998년 11월). “Kunihiko Kodaira: Mathematician, Friend, and Teacher” (PDF). 《Notices of the American Mathematical Society》 (영어) 45 (1): 1456–1462.
- Spencer, D. C. (1998년 3월). “Kunihiko Kodaira (1915-1997)” (PDF). 《Notices of the American Mathematical Society》 (영어) 45 (3): 388–389.
- “Kunihiko Kodaira”. 《수학 계보 프로젝트》 (영어). 미국 수학회.
- “小平邦彦 - 代表的な卒業生” (일본어). 東京大学 大学院理学系研究科・理学部. 2013년 7월 6일에 원본 문서에서 보존된 문서. 2013년 3월 19일에 확인함. (도쿄 대학 페이지)